# Franz von Winckel
Franz Karl Ludwig Wilhelm von Winckel (5 de junio de 1837 - 31 de diciembre de 1911) fue un ginecólogo y obstetra alemán, autor de una serie de tratados médicos de amplia difusión en su momento. 

## Semblanza
En 1860 recibió su doctorado en medicina en Berlín, convirtiéndose en profesor de ginecología en Rostock en 1864. En 1872 fue nombrado director de la Königlichen Landesentbindungsschule (Escuela del  Reino) en Dresde, y desde 1883 en adelante, fue director de la Frauenklinik en la Universidad de Múnich. Entre sus estudiantes y asistentes en esta ciudad se encontraba el ginecólogo Joseph Albert Amann (1866-1919). 
Su nombre sirve para denominar la "enfermedad de Winckel", una afección descrita originalmente en su forma epidémica en 1879, también conocida como "hemoglobinuria epidémica del recién nacido".
Su nombre también está asociado con una maniobra que se realiza en el parto, conocida como "maniobra de Wigand-Martin-Winckel". El nombre reconoce a Winckel junto con Justus Heinrich Wigand (1769-1817) y con August Martin (1847-1933). 
Fue el primer presidente de la Deutschen Gesellschaft für Gynäkologie und Geburtshilfe (Sociedad Alemana de Ginecología y Obstetricia).

## Escritos seleccionados
- Die Pathologie und Therapie des Wochenbetts ; traducido al inglés y publicado como "The pathology and treatment of childbed: a treatise for physicians and students" ("La patología y el tratamiento de la cama infantil: un tratado para médicos y estudiantes") (1866).[4]
- Lehrbuch der Frauenkrankheiten ; también traducido al inglés y publicado como "Diseases of women. A handbook for physicians and students" ("Enfermedades de las mujeres. Un manual para médicos y estudiantes") (1886).
- Die Krankheiten der weiblichen Harnröhre und Blase (Enfermedades de la uretra y la vejiga femeninas), 1877
- Die Pathologie der weiblichen Sexual-Organe (Patología de los órganos sexuales femeninos) Hirzel, Leipzig 1881.
- Handbuch der Geburtshülfe (Manual de obstetricia) tres volúmenes, Bergmann, Wiesbaden 1903-1907.